# Eratostene di Atene
Eratostene (in greco antico: Έρατοσθένης?, Eratosthénēs; V secolo a.C. – dopo il 403 a.C.) è stato un politico ateniese, uno dei Trenta Tiranni.

## Biografia
Lisia, poco dopo il suo ritorno dall'esilio, avvenuto poco tempo dopo la caduta dei Trenta, scrisse un'orazione contro di lui, Contro Eratostene.
Anche se non si conosce esattamente la sua fine, è probabile che, ritiratosi coi colleghi ad Eleusi dopo la sconfitta di Munichia (403 a.C.), sia stato ucciso assieme agli altri oligarchi nell'agguato col quale gli Ateniesi democratici riassorbirono la repubblica oligarchica di Eleusi nel 401 a.C.